# Pinetop Country Club, Arizona
Pinetop Country Club je naseljeno područje za statističke svrhe u američkoj saveznoj državi Arizona. Prema popisu stanovništva iz 2010. u njemu je živjelo 1,794 stanovnika.